# 後藤昌子
後藤 昌子（ごとう まさこ、10月24日 - ）は、日本プロ麻雀協会所属の女性プロ雀士である。フレーズは「牌流の女神」。ゴマサの愛称で呼ばれることが多い。東京都出身/O型
第5期女流雀王決定戦にて、日本プロ麻雀協会公式戦初の天和をあがるも準優勝に終わっている。